# Karl-Richter-Verein
Der Karl-Richter-Verein wurde am 1. Oktober 2000 in Berlin zu Ehren des Gewerkschafters und Buchdruckers Karl Richter gegründet. Vereinszweck ist die „Erforschung der Geschichte und der Traditionen der Buchdrucker“.

## Verein
Der eingetragene Verein mit seiner historischen Bibliothek hat seinen Sitz im „Haus der Buchdrucker“, dem 1926 eingeweihten Domizil des damaligen Verbands der Deutschen Buchdrucker in der Dudenstraße 10 in Berlin-Kreuzberg. Karl Richter, der im Jahr 2000 auf 80 Jahre Mitgliedschaft in Druckergewerkschaften vom Buchdruckerverband bis zur Industriegewerkschaft IG Medien, später ver.di, zurückblicken konnte, war bis zu seinem Tod 2005 Ehrenvorsitzender des Vereins. Er übergab und vermachte dem Karl-Richter-Verein zahlreiche Bände aus seiner wertvollen privaten Sammlung.
Die Zielsetzung des Vereins wird bereits mit seinem vollständigen Namen umschrieben: „Karl-Richter-Verein zur Erforschung der Geschichte und Traditionen der Buchdrucker e.V.“ Wenige Berufe, wenige Branchen haben eine so umfassende und lange Zeit sorgsam bewahrte Tradition vorzuweisen wie die Schwarze Kunst, wie alle diejenigen, die klassischerweise unter dem Namen Drucker zusammengefasst werden. Die digitale Revolution hat einschneidende technische und daraus folgend soziale und gesellschaftspolitische Umbrüche mit sich gebracht. Auch angesichts dieser Entwicklung setzt sich der Verein die Aufgabe, durch die Erforschung der Geschichte des eigenen Gewerbes Verbindungslinien vom Vergangenen in die heutige Zeit und in die Zukunft aufzuzeichnen. Damit soll insbesondere einer neuen Generation der Schwarzen Kunst der Zugang zum Wissen um die eigene Geschichte erleichtert werden. Nach wie vor schafft Wissen Macht und gibt Bewusstsein Kraft, die alten und neuen Herausforderungen zu bestehen, sind die Mitglieder des Vereins überzeugt.

## Bibliothek
Eine wesentliche Aufgabe des Vereins und seiner Mitglieder besteht in der Zusammenstellung, Erfassung, Ergänzung und dem Erhalt der im Haus der Buchdrucker bereits bestehenden historischen Bibliothek, angefangen mit dem Verband der Deutschen Buchdrucker und weitergeführt von allen Nachfolge-Gewerkschaften. Sie soll als Präsenzbibliothek einer interessierten Öffentlichkeit und damit auch für mögliche Forschungsvorhaben zugänglich sein Die Digitalisierung des fachlich gegliederten Bestandsverzeichnisses mit rund 3500 Einträgen ist in Arbeit.
Zur Erforschung der Schätze in der Bibliothek arbeitet der Karl-Richter-Verein auch mit der Friedrich-Ebert-Stiftung zusammen. Der Verein ist Mitorganisator von Ausstellungen, zum Beispiel in der Mediengalerie im Haus der Buchdrucker oder in Bonn und arbeitet an Quelleneditionen mit.

## Hinweis
In der von 1990 bis 2020 gedruckten Zeitschrift Sprachrohr, Zeitung für Medien, Kunst und Kultur, Druck und Papier, Industrielle Dienstleistungen und Produktion Berlin Brandenburg sind zahlreiche Artikel zur Historischen Bibliothek des Karl-Richter-Vereins und zu einzelnen wertvollen Büchern und Verzeichnissen erschienen. Im Internet abrufbar sind die Jahrgänge 2002 bis 2020. Seit 2021 erscheint das "Sprachrohr" nur noch online.

## Karl-Richter-Edition
Der Karl-Richter-Verein veröffentlicht im VSA-Verlag in unregelmäßiger Abfolge Arbeiten zu historischen und kulturellen Ereignissen sowie bedeutenden Persönlichkeiten der deutschen und internationalen Druckergewerkschaften. Bisher sind drei Bände erschienen:
- Gerta Stecher: Karl Richter. Ein langes Leben für die „Schwarze Kunst“ und ihre Gewerkschaften. Karl-Richter-Edition Band 1. VSA Verlag, Hamburg 2008, ISBN 978-3-89965-303-8.

- Susanne Stracke-Neumann: „Kurt Müller. Ein kritischer Kämpfer für eine gerechte Welt.“ Karl-Richter-Edition Band 2. VSA Verlag, Hamburg 2009, ISBN 978-3-89965-302-1

- Florian Osuch: „»Blüten« aus dem KZ. Die Falschgeldaktion »Operation Bernhard« im Konzentrationslager Sachsenhausen.“ Mit einem Vorwort von Prof. Dr. Anne König (Beuth Hochschule für Technik Berlin). Karl-Richter-Edition Band 3. VSA Verlag, Hamburg 2009, ISBN 978-3-89965-389-2.